# Corona Forestal Natural Park
Corona Forestal Natural Park är en park i Spanien.   Den ligger i provinsen Provincia de Santa Cruz de Tenerife och regionen Kanarieöarna, i den sydvästra delen av landet, 1 800 km sydväst om huvudstaden Madrid. Corona Forestal Natural Park ligger 2 077 meter över havet.
Terrängen runt Corona Forestal Natural Park är bergig åt sydost, men åt nordväst är den kuperad.Runt Corona Forestal Natural Park är det ganska tätbefolkat, med 62 invånare per kvadratkilometer. Närmaste större samhälle är La Orotava, 15,6 km norr om Corona Forestal Natural Park. Omgivningarna runt Corona Forestal Natural Park är i huvudsak ett öppet busklandskap.